# 足摺温泉
足摺温泉（あしずりおんせん）は、高知県土佐清水市足摺岬にある温泉。
主にあしずり温泉郷の名で知られている。

## 泉質
- 単純弱放射能冷鉱泉
- 泉温　22℃

## 温泉街
太平洋に面する足摺半島の先端、足摺岬周辺に宿泊施設が点在する。
温泉を引く宿泊施設は8軒点在。その他に、温泉を引かない宿泊施設が数軒点在する。近辺には白山洞門が存在する。
温泉郷内には、天然温泉を使った万次郎足湯がある。

## 歴史
開湯は、1200年前。空海が金剛福寺を建立した際、谷から湧出していた湯に浸かって、癒したのが始まり。
約150年前に「虎年の大変」が発生したことで地殻変動が起こり、温泉の湧出が止まる。ここで、足摺温泉の歴史が一度途切れた。
しかし、平成元年のボーリングを実施し、平成11年にあしずり温泉郷が完成。

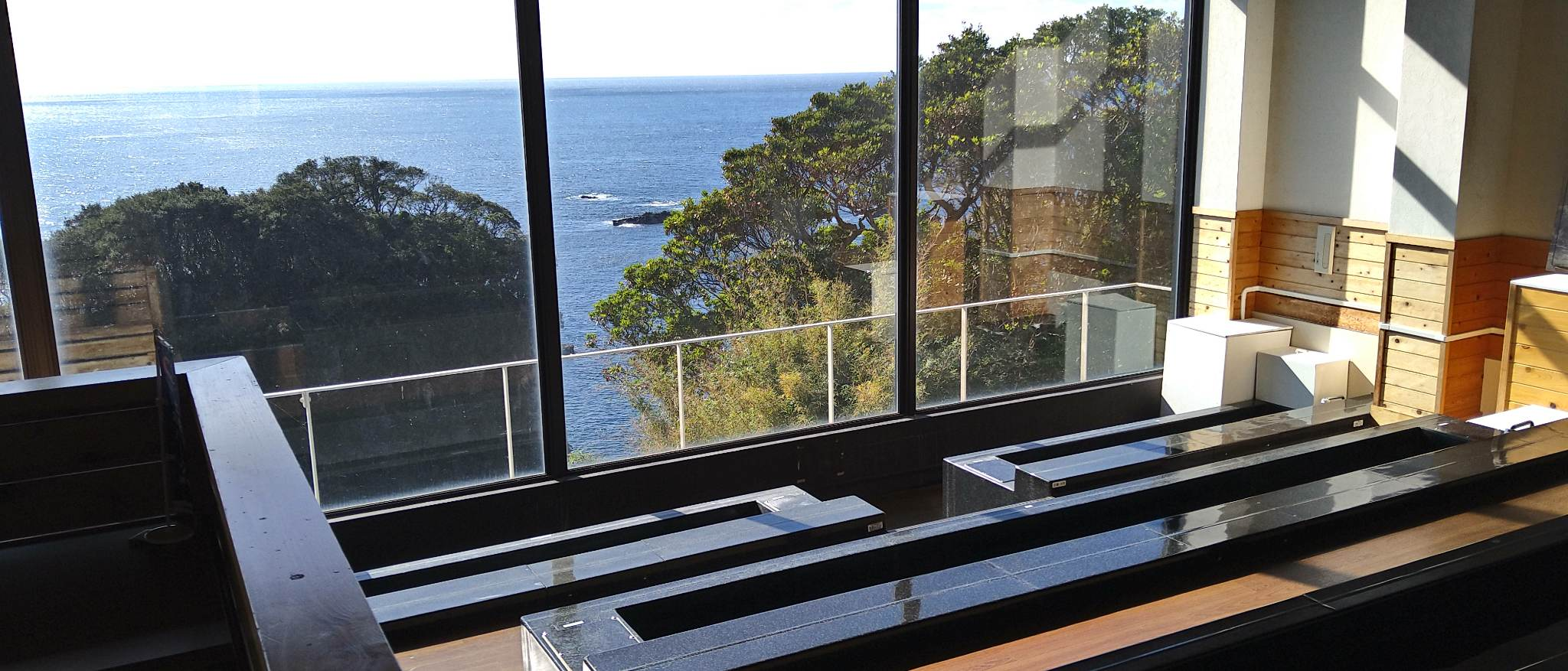
万次郎足湯
交番の前にあり、駐車場は道路を挟んで前に無料であり、施設も無料で利用できて、タオルは100円で用意されている。白山洞門が目の前にあり、太平洋を望みながら足湯に浸かれる。

## アクセス
JR土佐くろしお鉄道中村駅よりバスで約100分。